# Santa Clara (nau de 1508)
A nau Santa Clara foi uma nau portuguesa da Carreira das Índias que naufragou no caminho de volta de Malaca à Índia Portuguesa em 1509 comandada por Jerónimo Teixeira
Esta nau foi a nau-capitânia da embaixada falhada de Diogo Lopes de Sequeira a Malaca em 1509.
Não confundir com a nau Santa Clara de 1533, que afundou na Praia de Arembepe, em 1574.

## História
A nau Santa Clara foi construída provavelmente, entre 1501 e 1507, nos antigos estaleiros da Ribeira das Naus, em Lisboa.
Nada se conhece sobre as suas características físicas. Sabe-se, no entanto, que foi construída para pertencer à Armada das Índias, e por isso, teria um tamanho e comprimento semelhante às da sua era. Foi concebida para as travessias entre Portugal e as Índias e por isso dotava de um poder de fogo elevado como as da sua época.
A nau Santa Clara, nau-capitânia da armada de Diogo Lopes de Sequeira, saiu de Lisboa juntamente com outras três naus a 5 de Abril de 1508, com o objectivo de encontrar e tomar a prata, gengibre e o cravo da Ilha de São Lourenço (actual Madagáscar). Depois disso, teriam a estabelecer uma feitoria em Malaca de modo a controlar o comércio da zona.
Após a passagem do Cabo da Boa Esperança, foi dada a ordem de tentar encontrar riquezas na Ilha de São Lourenço. Como não se encontrou a tal referida prata e o cravo-da-Índia, a Armada segue para Malaca.
Desconhece-se se a Armada seguiu directamente para Malaca ou se aportou e se reabasteceu na Índia, sendo a última a opção mais plausível. Não obstante, foi ora na Índia, ora em Malaca que Diogo Lopes de Sequeira deixa o comando da nau Santa Clara e o seu comandante passa a ser Jerónimo Teixeira.
Obtendo a autorização do sultão local, Diogo Lopes de Sequeira, aportou com cinco navios para comerciar levando credenciais e presentes. Inicialmente foi bem recebido, desembarcou homens e mercadorias, no entanto não conseguiu um acordo para estabelecer uma feitoria, pois os gujarates, os mercadores muçulmanos locais, opuseram-se com o apoio do bendaara. Visto como uma intrusão no comércio entre o estreito de Malaca e as ilhas indonésias, foi planeada uma tentativa de destruir a expedição. Diogo Lopes de Sequeira abandonou rapidamente a costa com três dos navios, deixando para trás dois navios incendiados, várias baixas e dezanove prisioneiros.
Desconhecido os danos causados à nau Santa Clara, não se sabe se este embate entre as forças portuguesas e locais afectaram directamente a condição da nau. Apesar disso, na viagem de Malaca à Índia Portuguesa, a nau embateu num baixio e afundou. Visto que esta era a nau-capitânia, deu Diogo Lopes de Sequeira a nau-capitânia à de João Nunes.
Seria esta tentativa falhada de tomada do comércio de Malaca, que impulsiona Afonso de Albuquerque a regressar e a conquistar Malaca, em 1511.